# Port (calculator)
Un port de calculator, denumit uneori conector și mufă, este o componentă hardware de pe placa de bază cu scopul de a conecta dispozitive externe, direct sau cu ajutorul unui cablu. Prin intermediul portului sunt transmise datele între dispozitiv și calculator. 
Termenul port de calculator provine din limba engleză (computer port), a cărei etimologie este cuvântul latin portus, care înseamnă trecere. 

## Tipuri de porturi
În funcție de modul de transmitere a informaților porturile se clasifică în două tipuri principale:
- paralel - implementează o transmisie paralelă, și funcționează în mod normal ca porturi unidirecționale, deși pot fi folosite și bidirecțional; se folosesc în primul rând pentru imprimante.
- serial - implementează o transmisie serială, pentru dispozitive care trebuie să comunice bidirecțional cu sistemul. Fiecare port respectă un anumit standard de conectare.

## Exemple de porturi

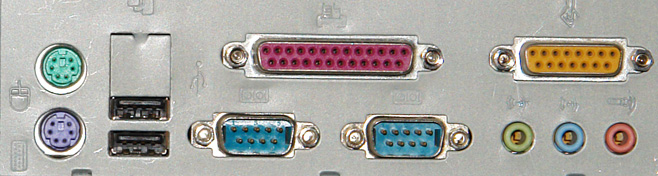
Porturile de pe o placă de bază (de sus în jos și de la stânga la dreapta): Conectori PS/2 pentru tastatură și mouse, 2 porturi USB, 2 porturi seriale (COM), port paralel (LPT), 3 porturi de sunet jack 3,5 mm, port MIDI.

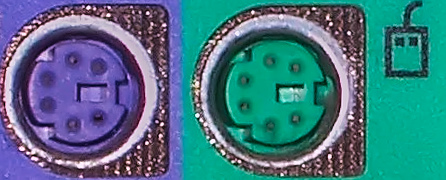
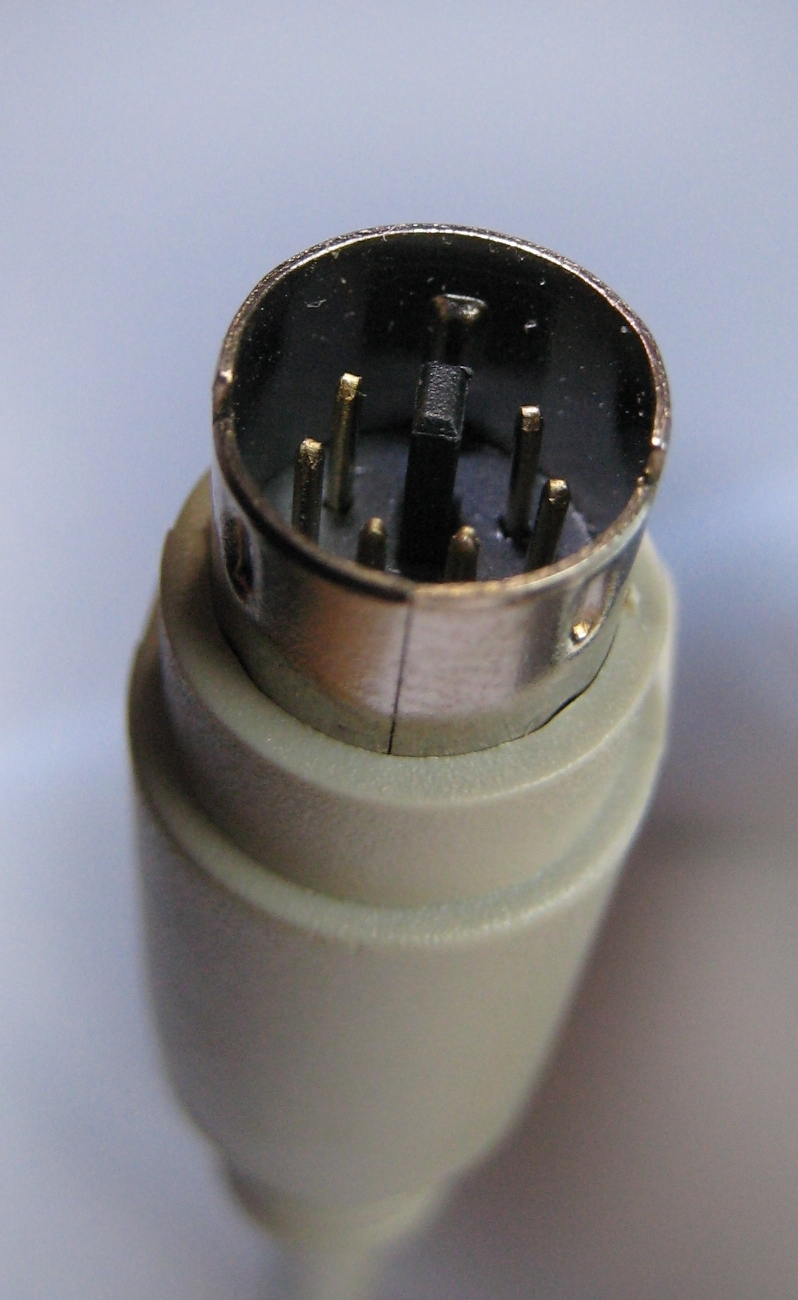

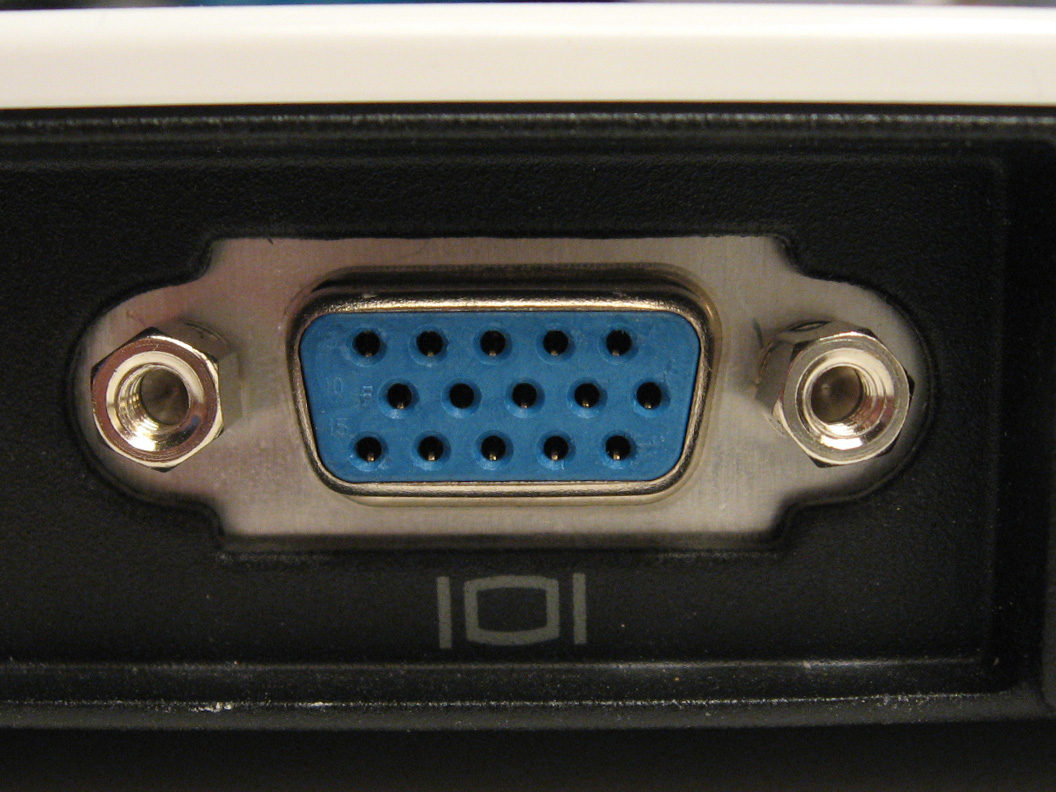
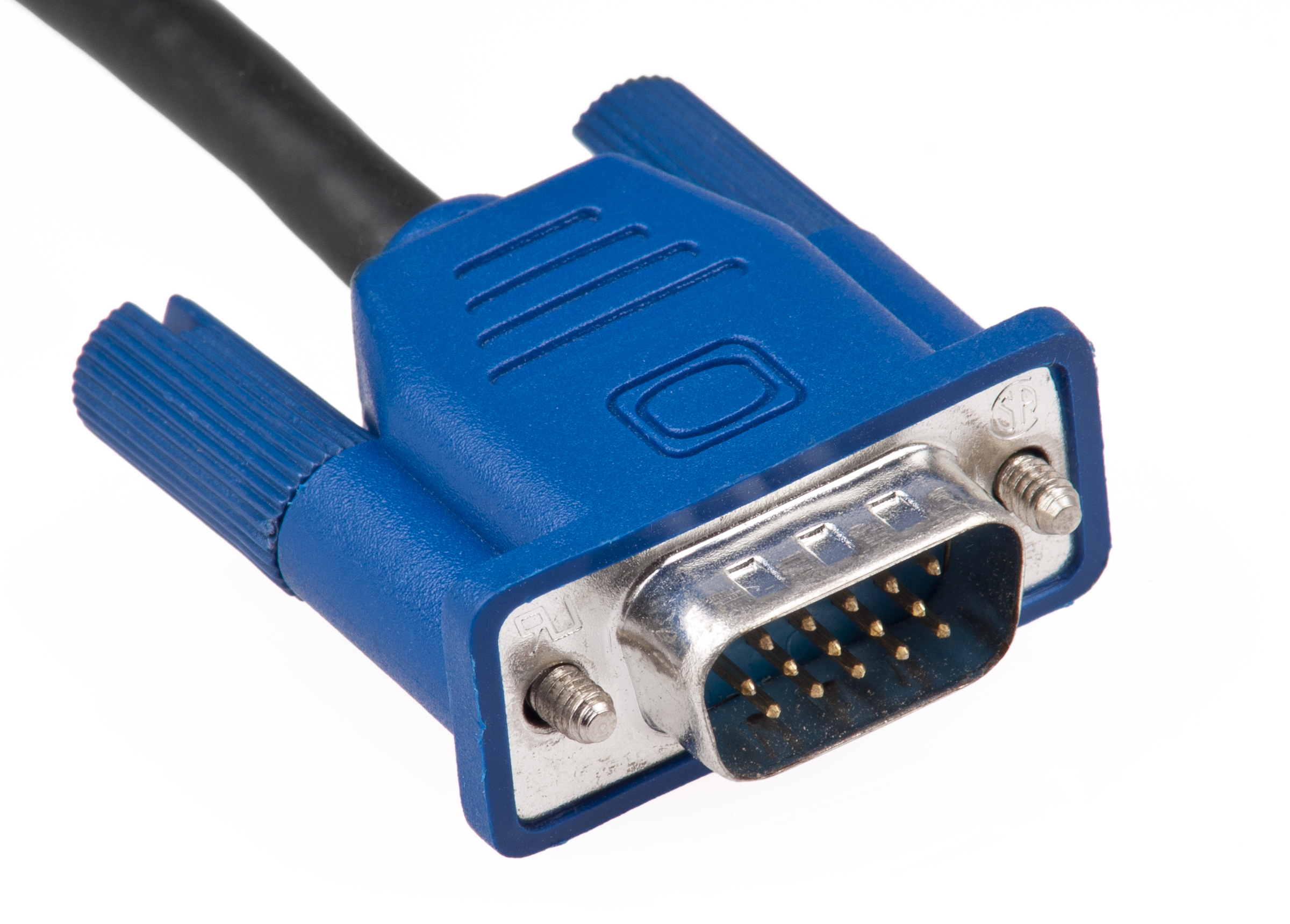

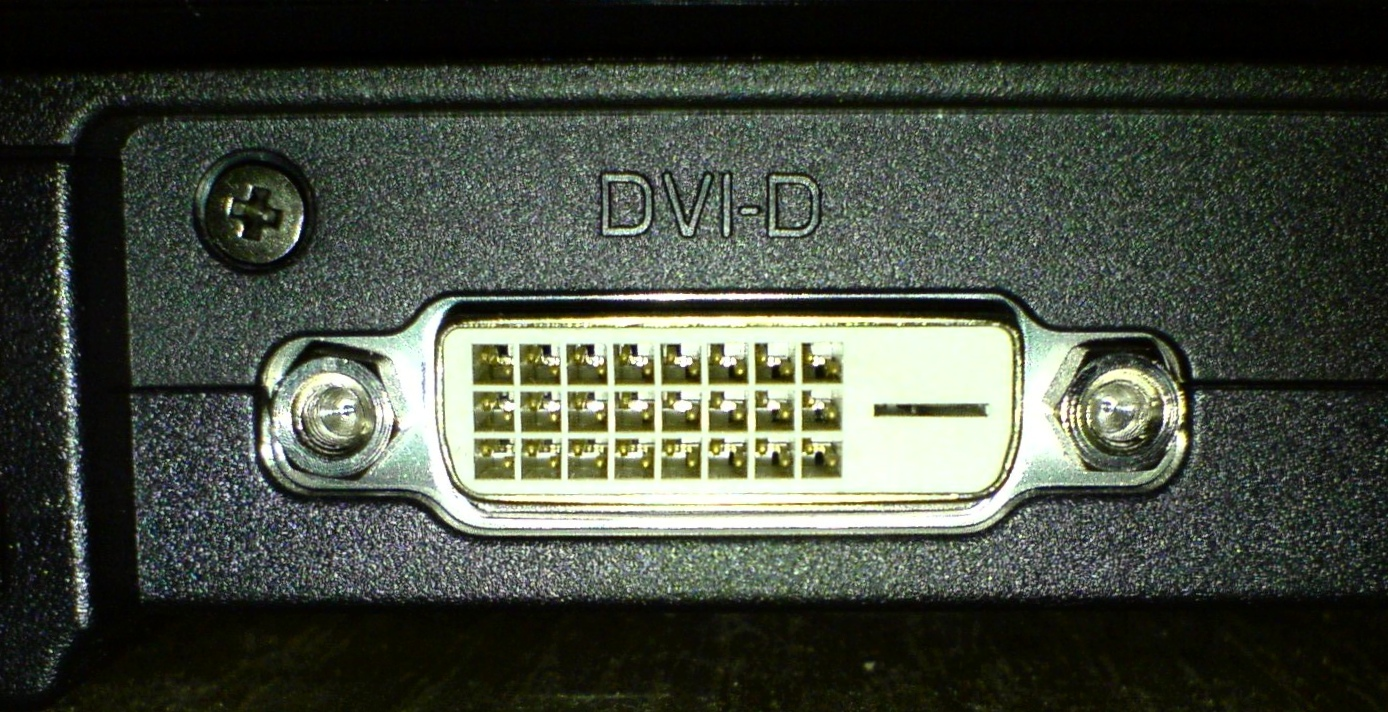
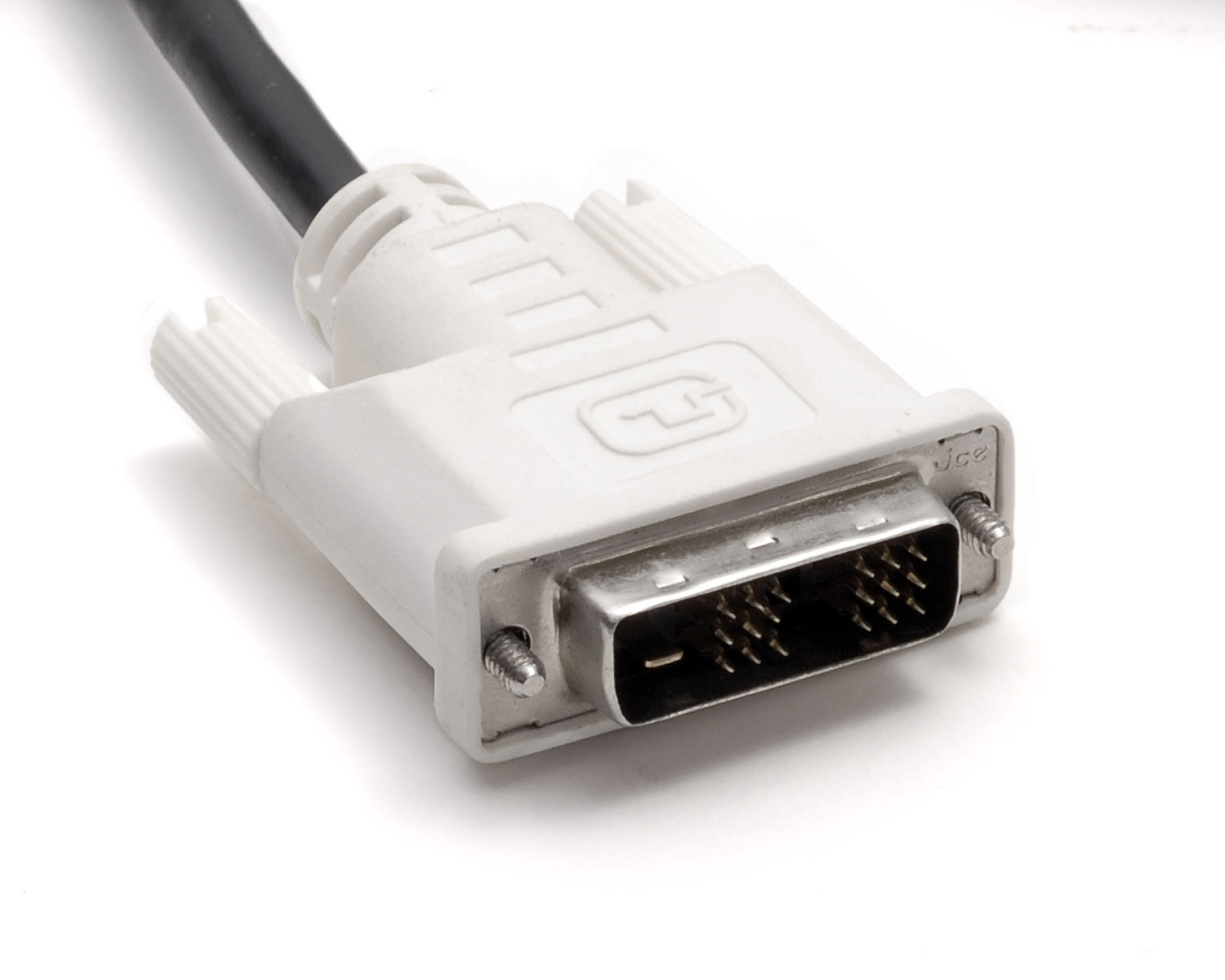

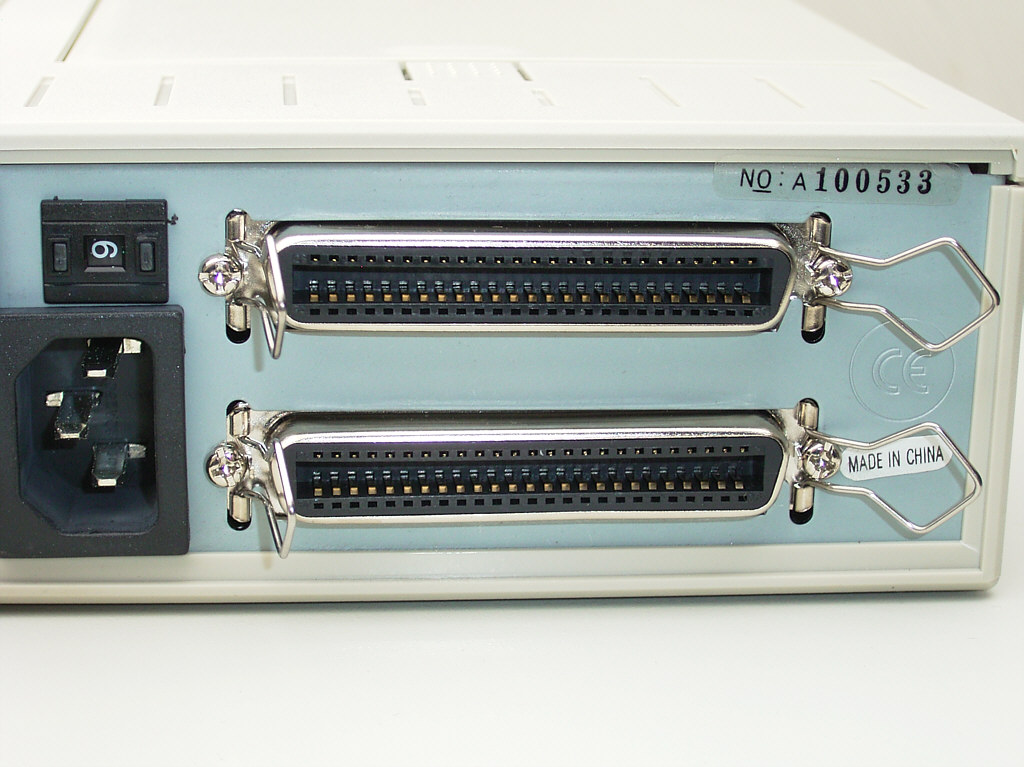
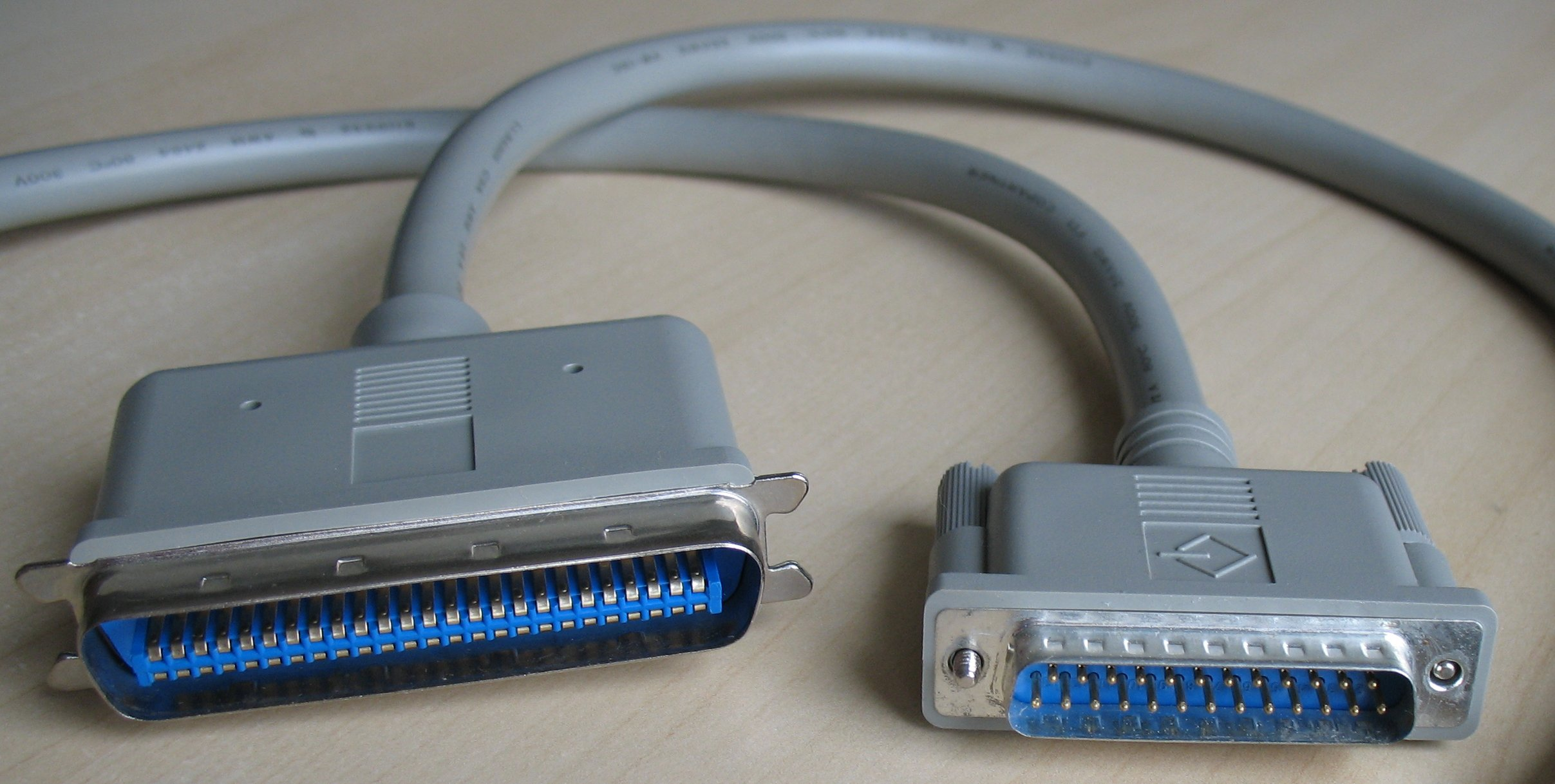

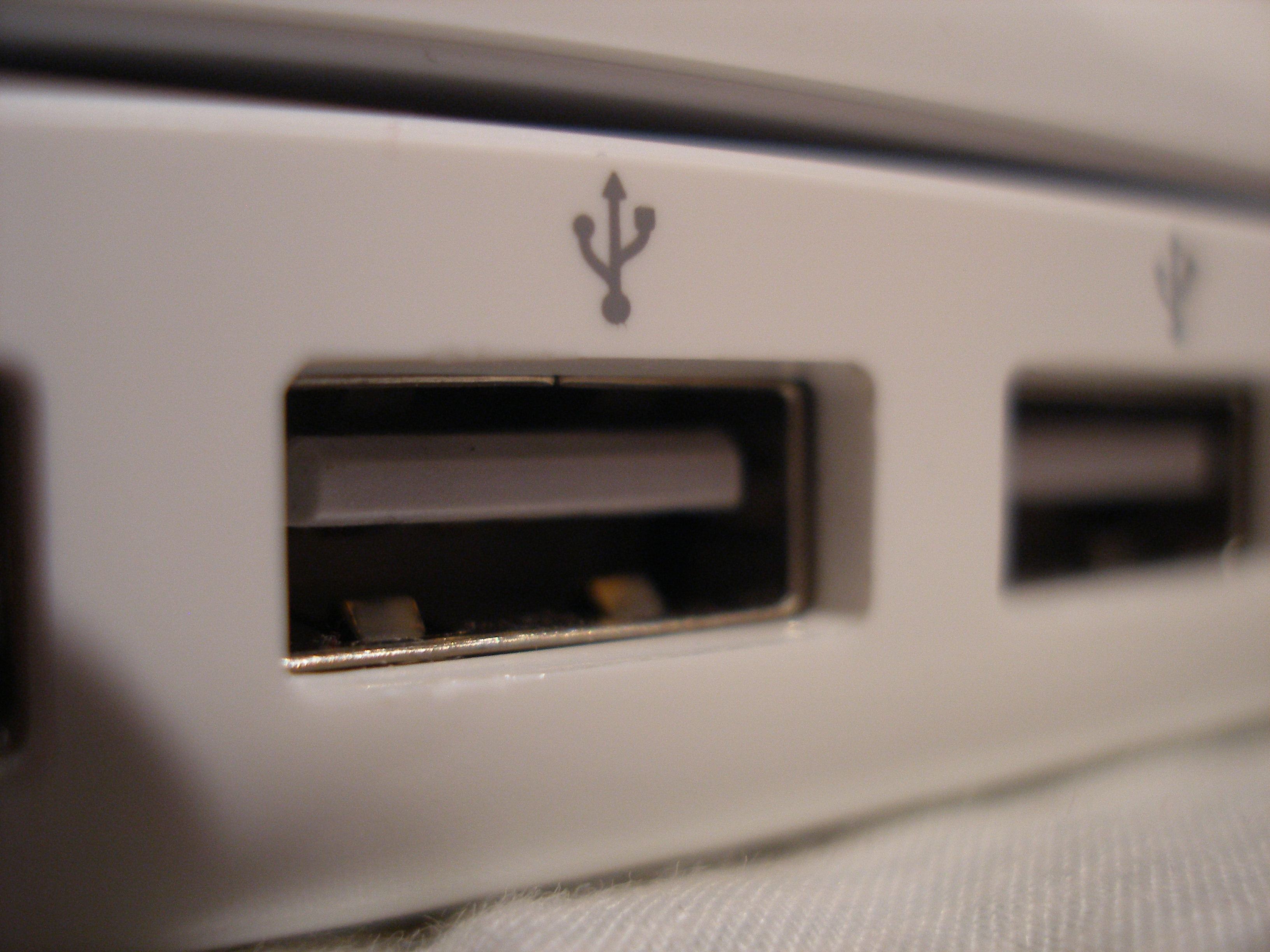
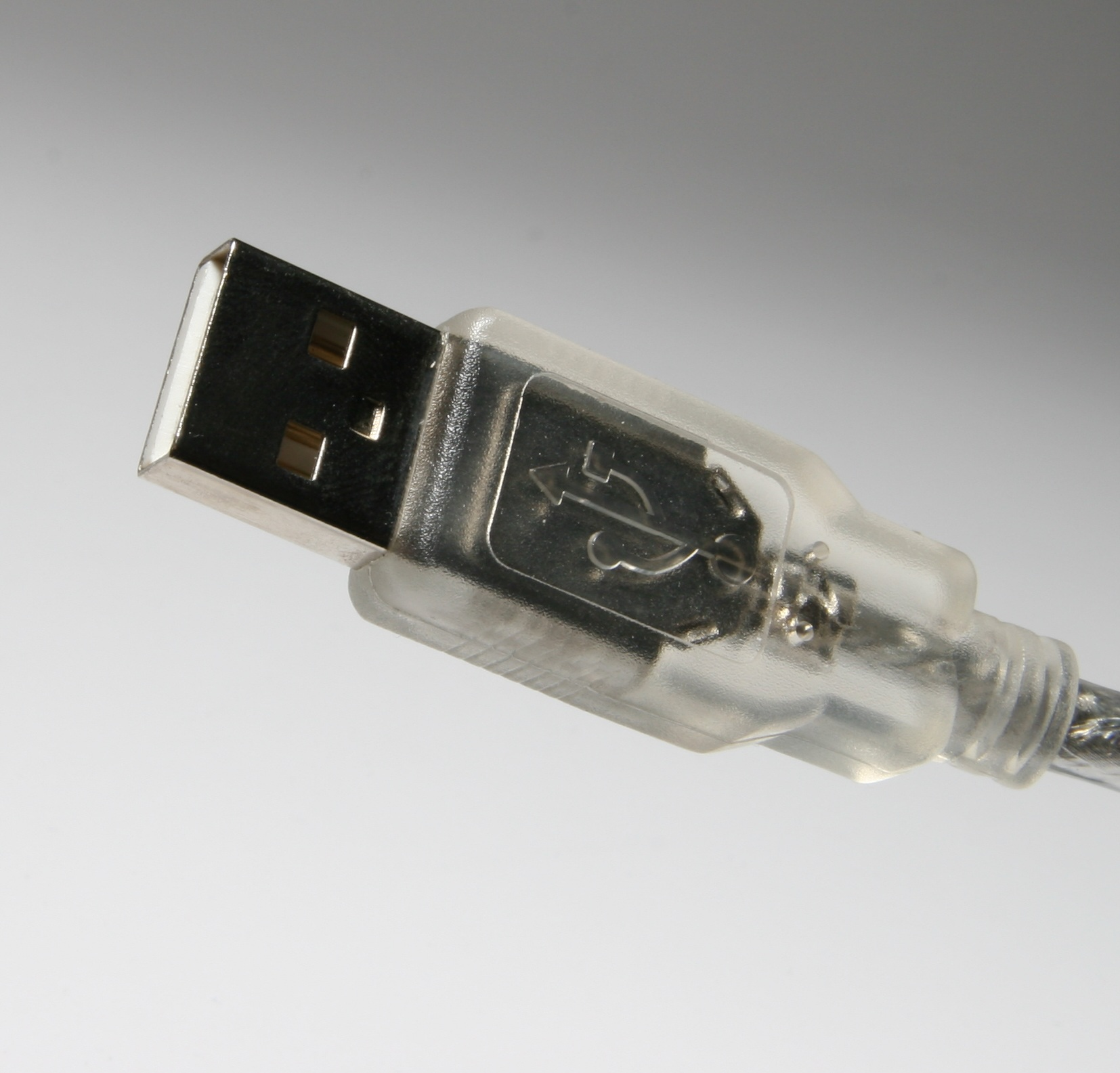

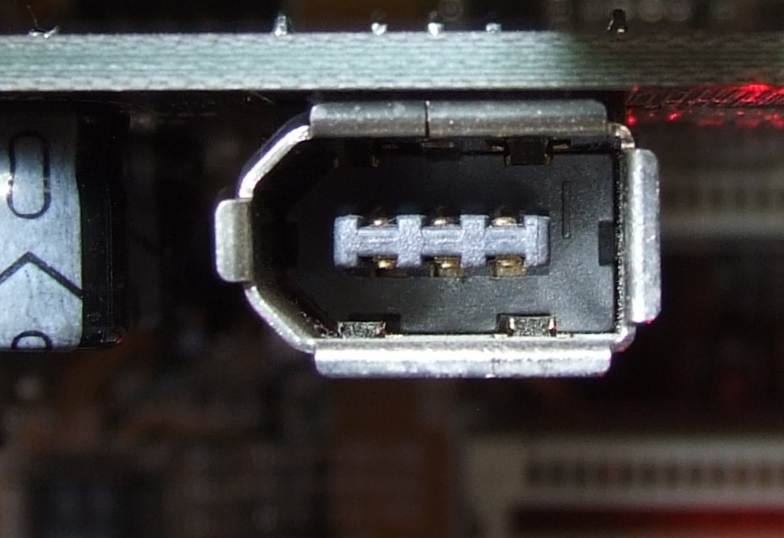
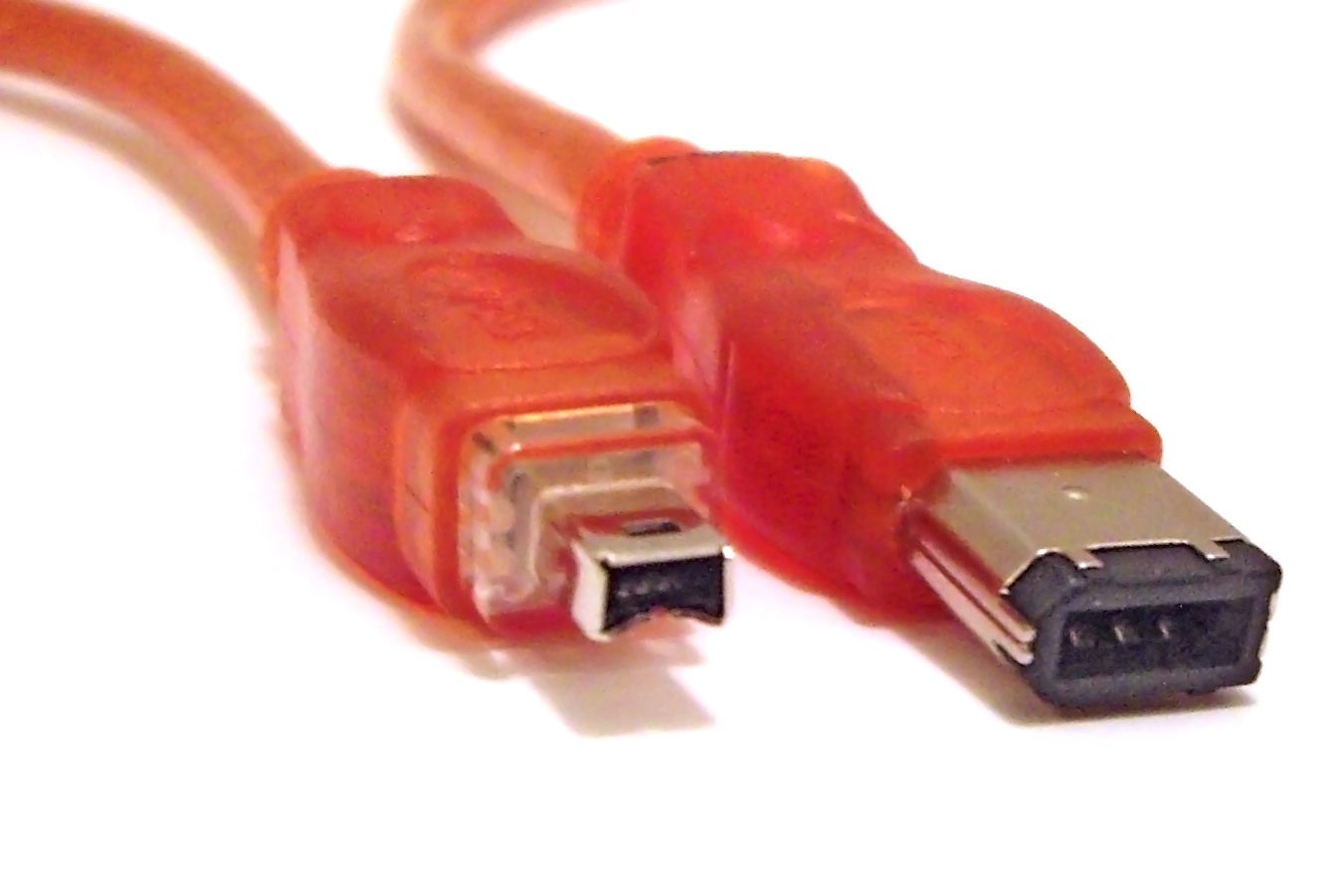

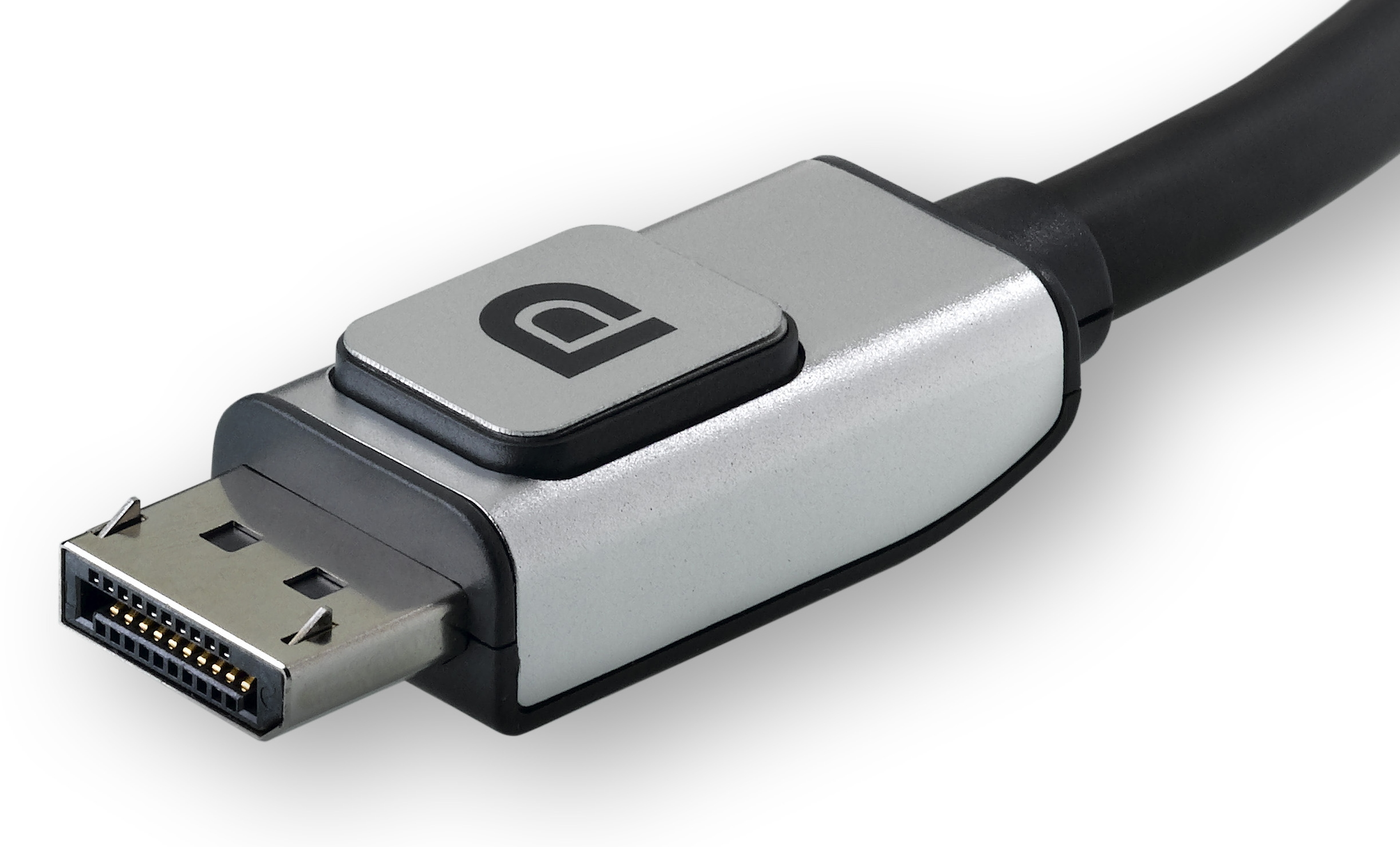
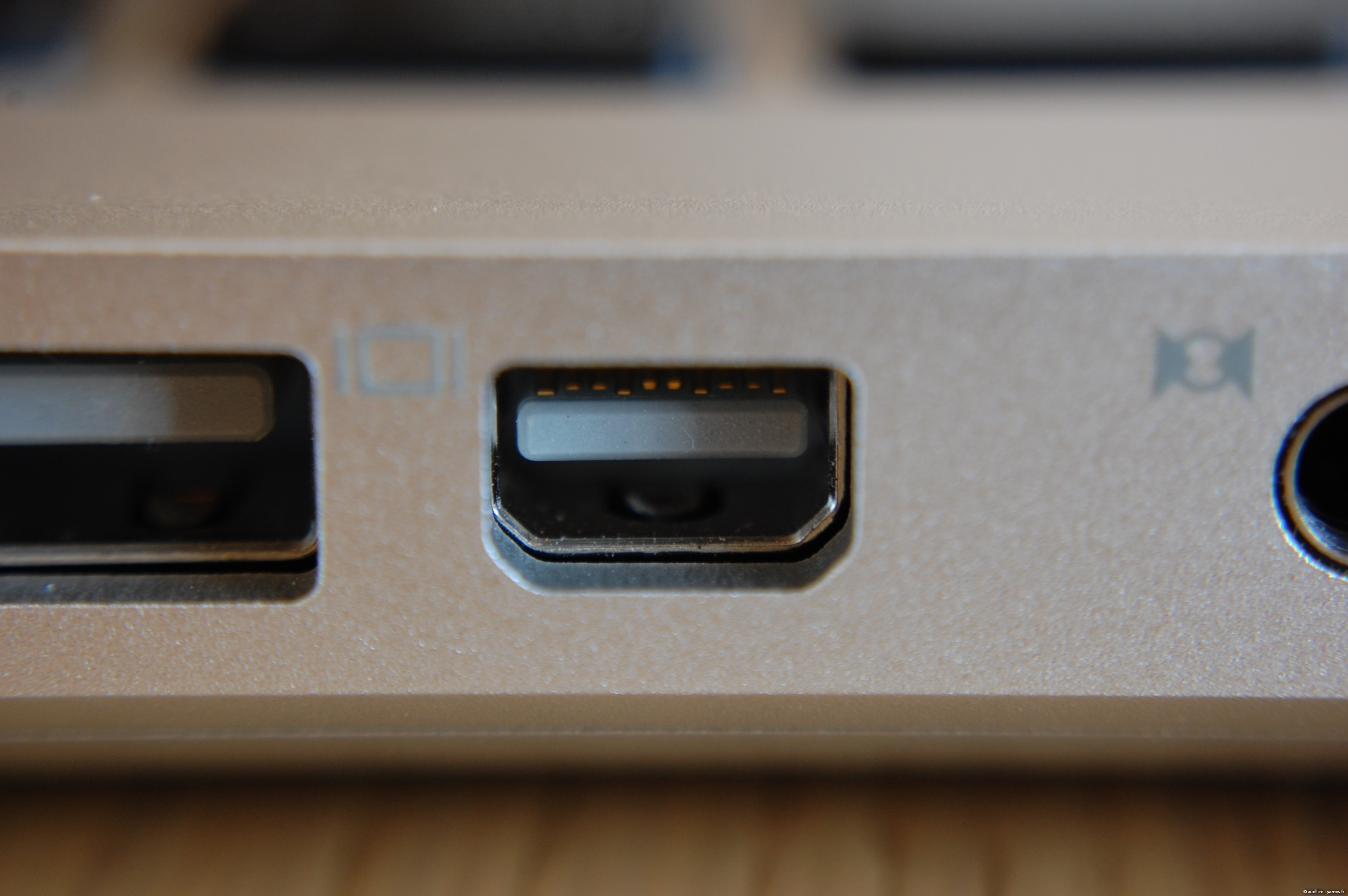
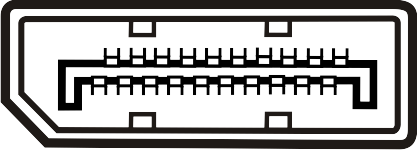

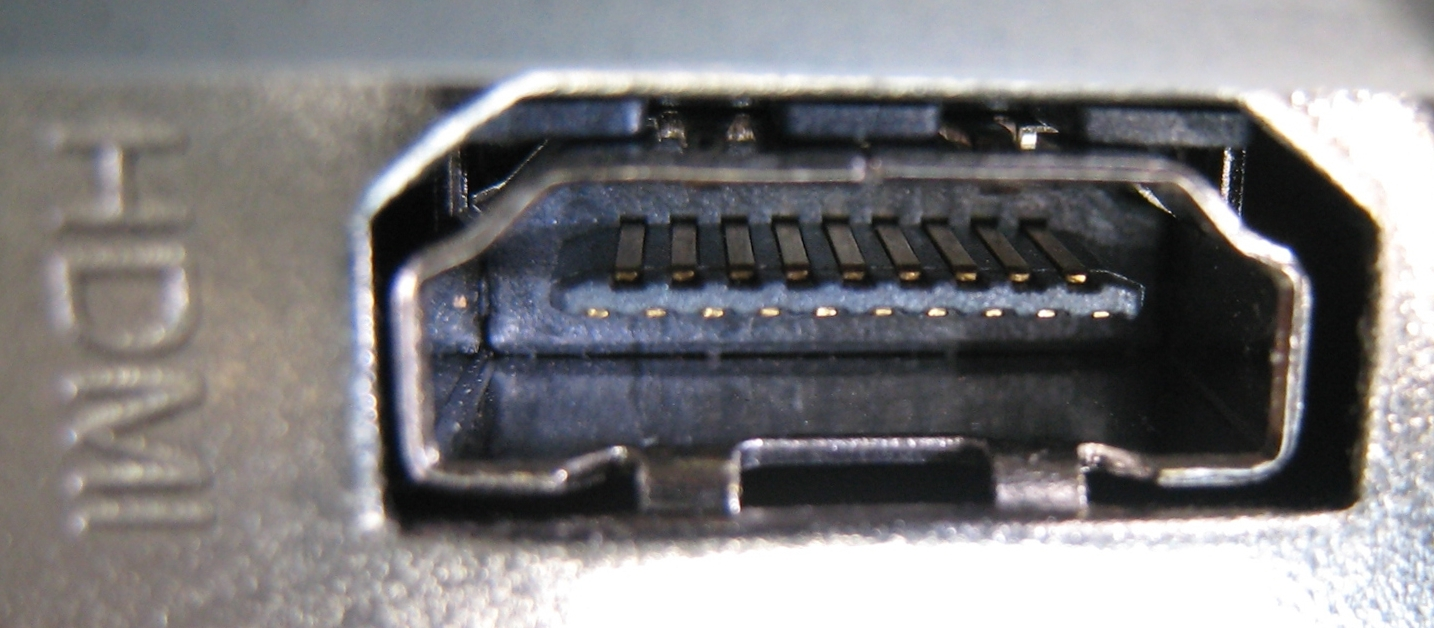
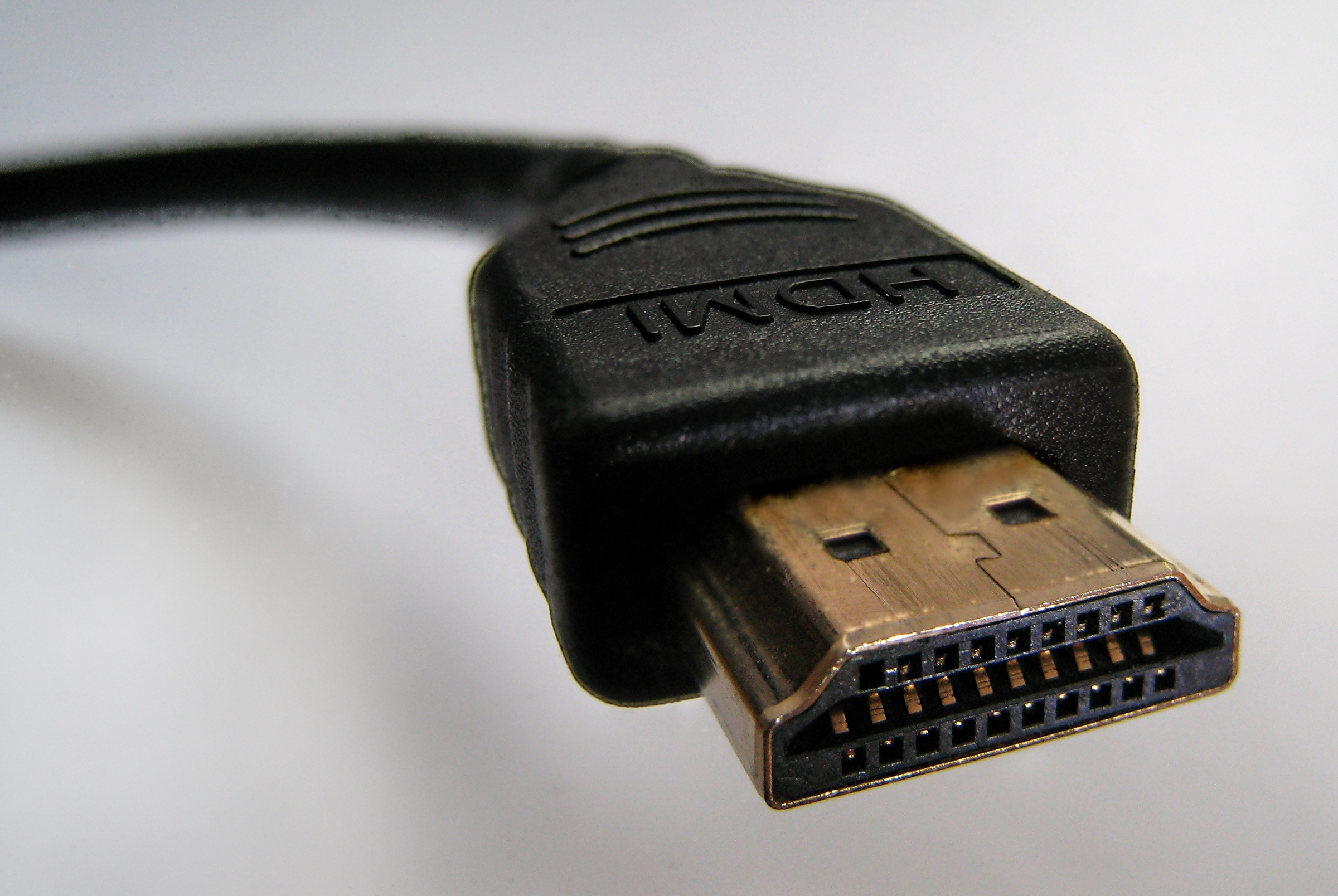

Porturi paralele

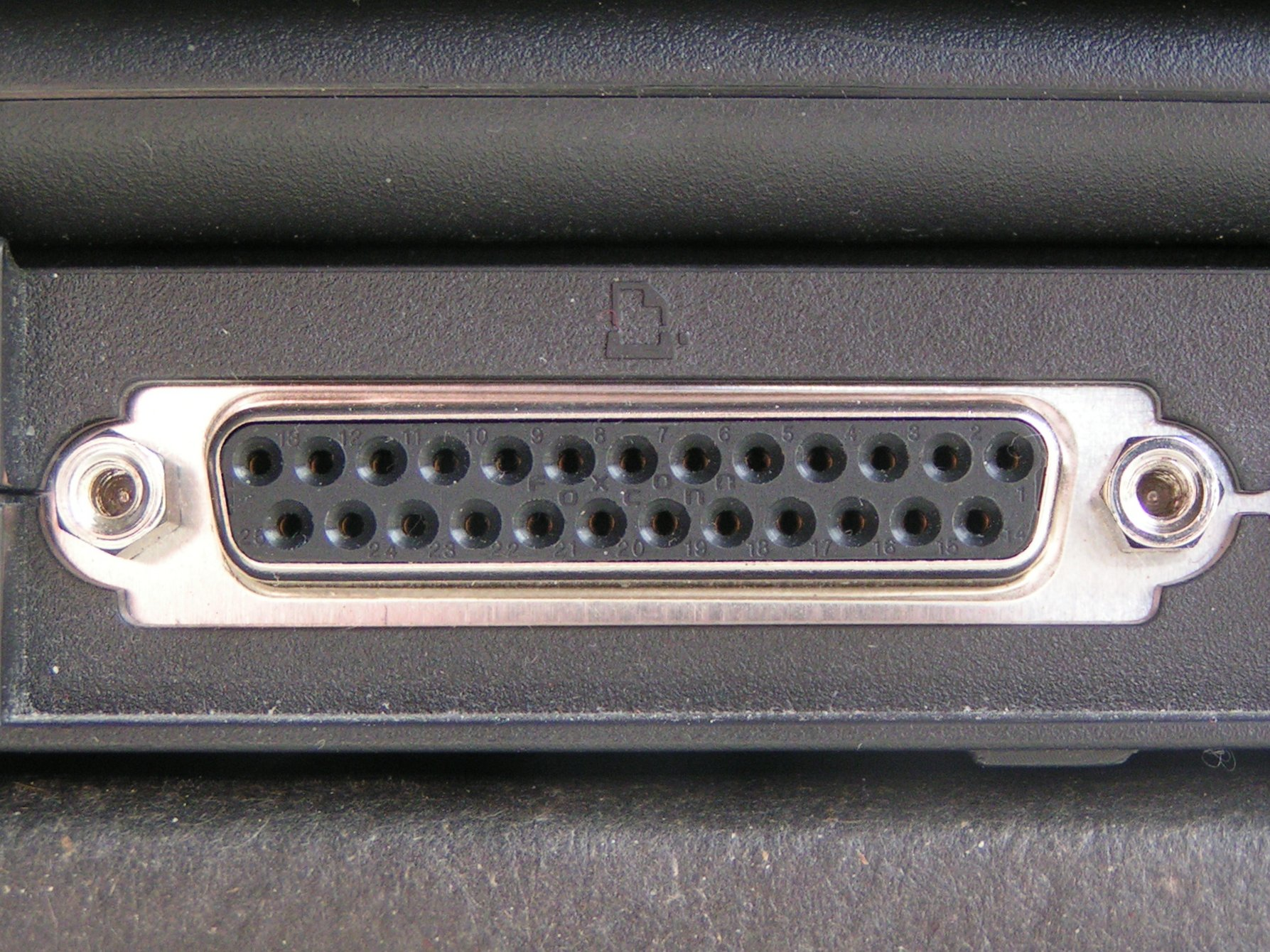
Port de imprimantă
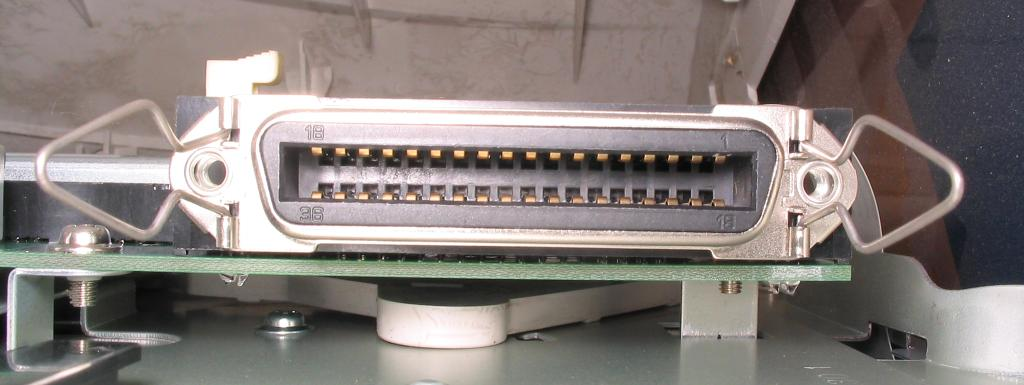
Centronics 36 pini
DB-25

Porturi seriale

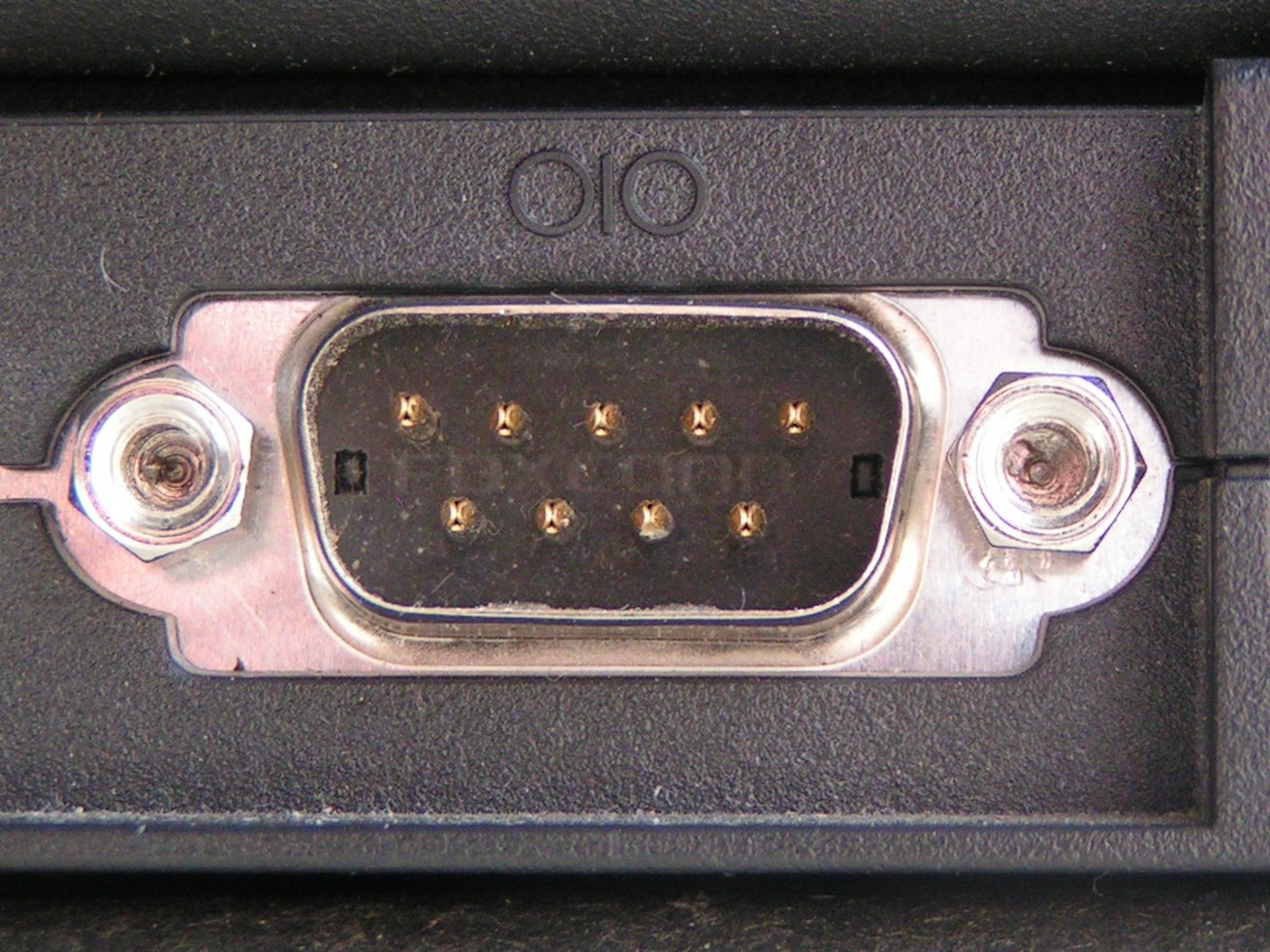
DB-9 (RS-232).
DE9

PS/2
VGA
VGI/DVI
SCSI
USB
FireWire
DisplayPort
HDMI
SATA

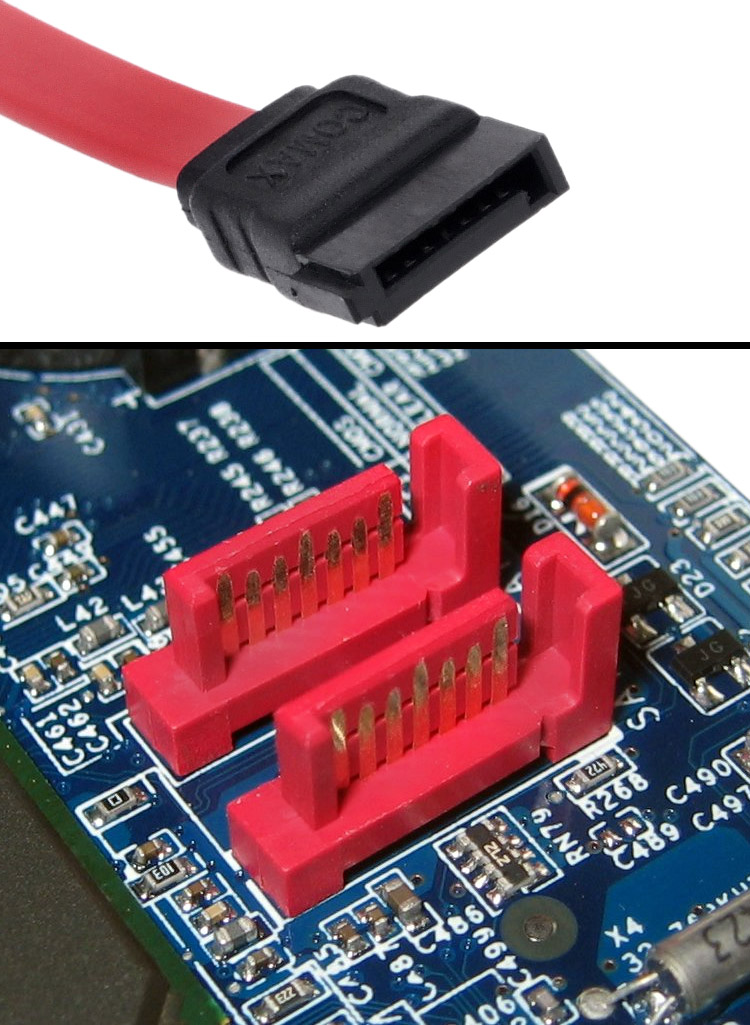
Porturi SATA
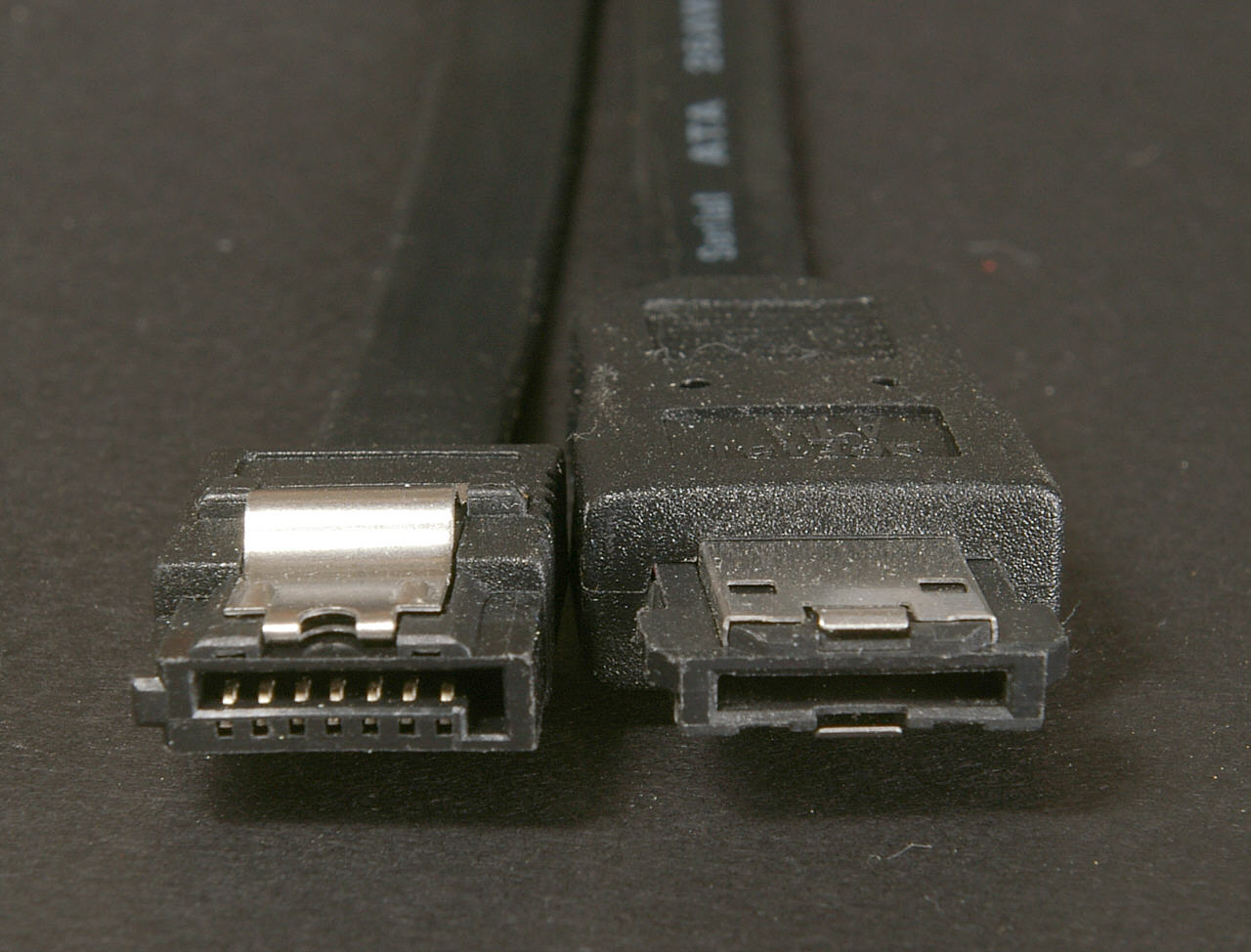
Cabluri SATA2/eSATA
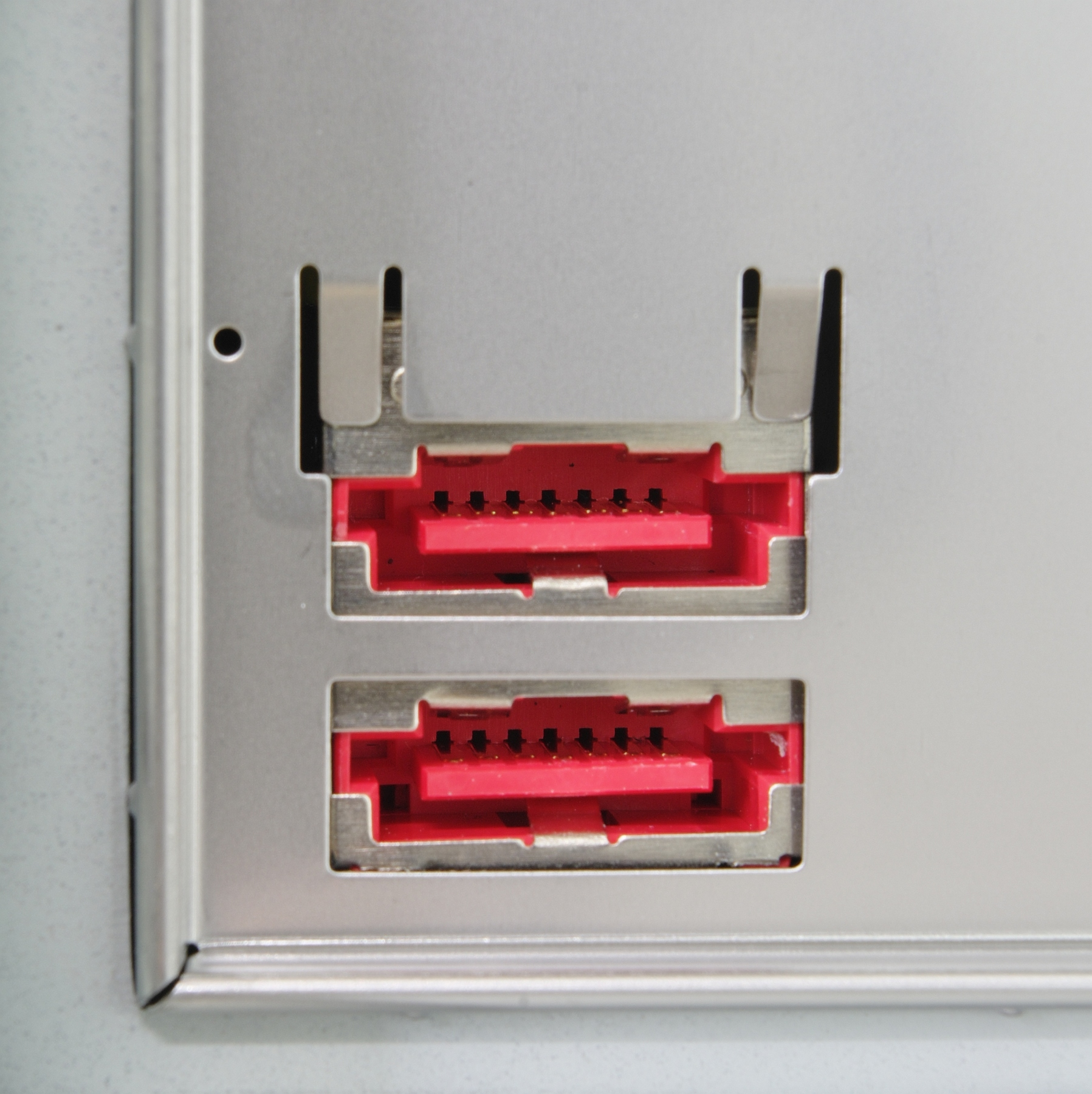
Porturi eSATA

Audio

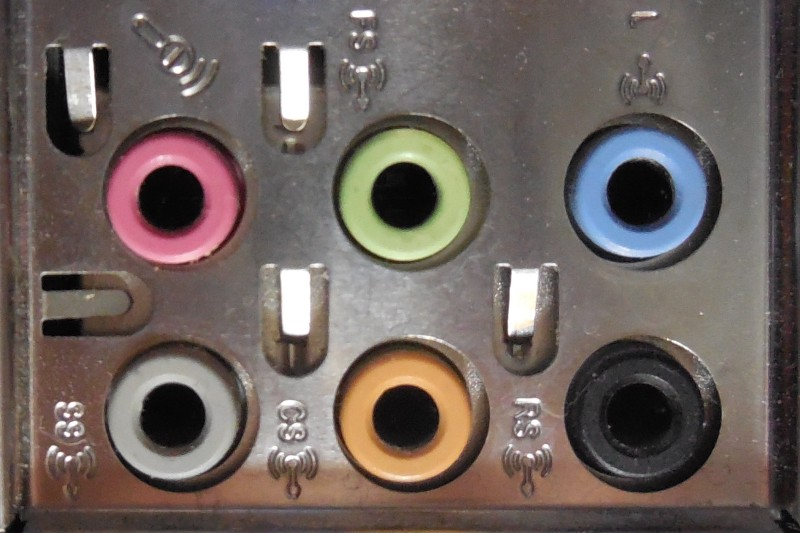
Conectori jack 3,5 mm pentru audio

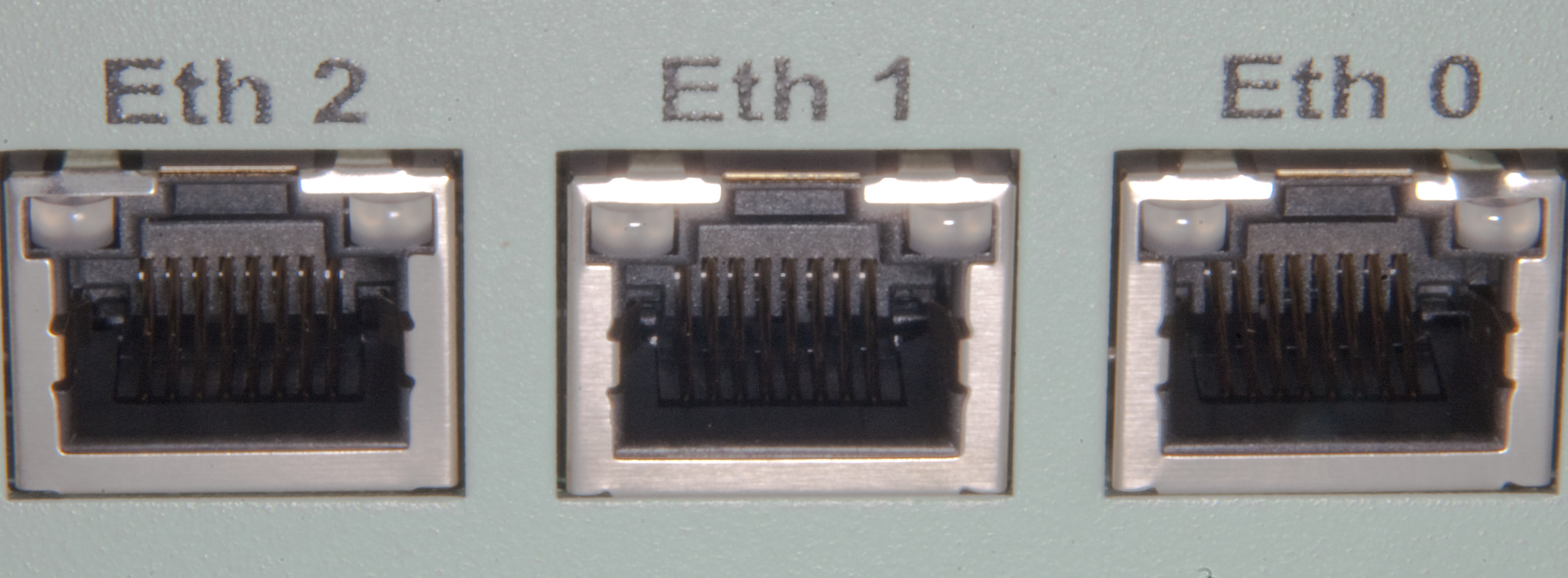
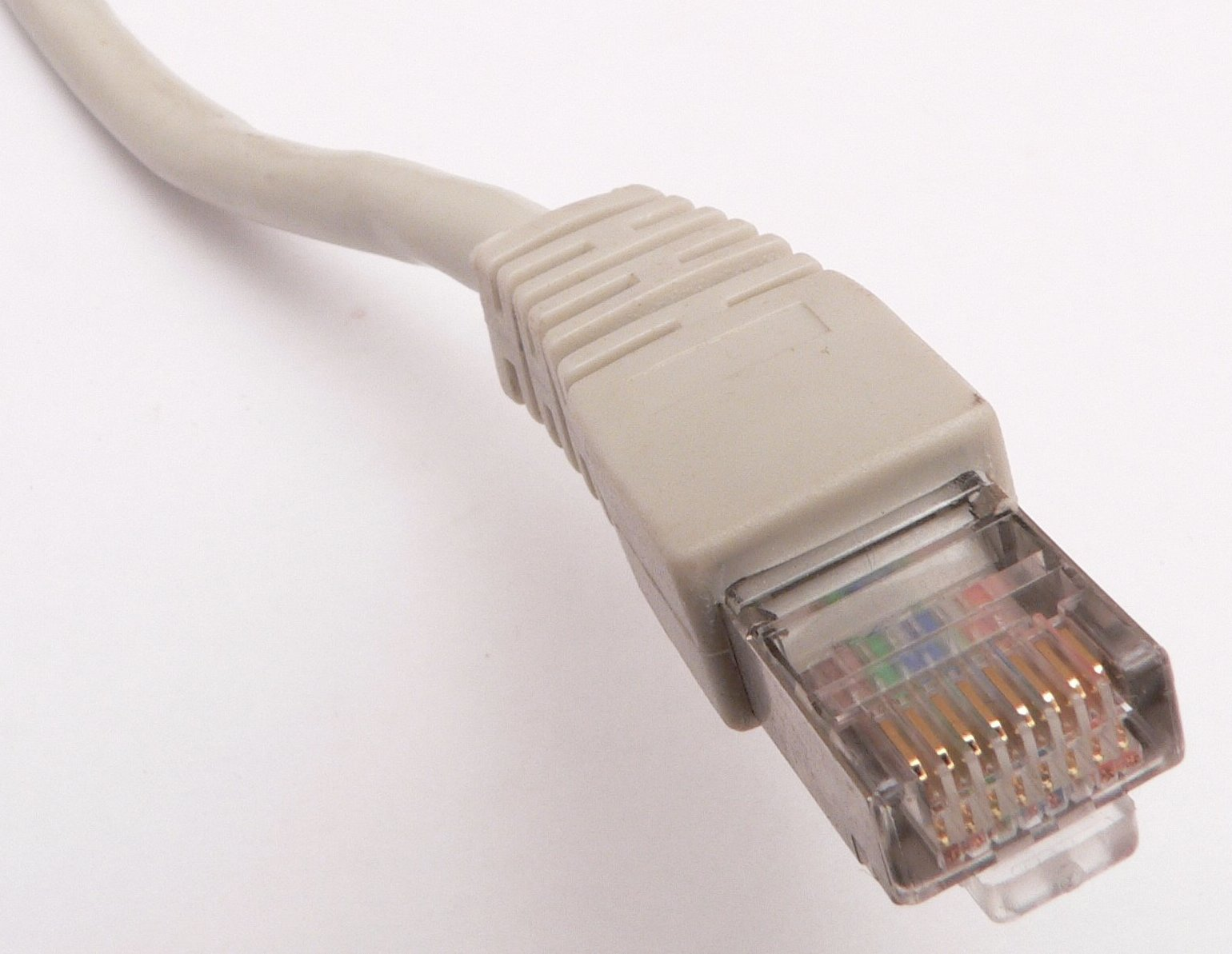

Ethernet